# 14700 Johnreid
14700 Johnreid eller 2000 AC240 är en asteroid i huvudbältet som upptäcktes den 6 januari 2000 av LONEOS vid Anderson Mesa Station. Den är uppkallad efter John Barlow Reid.
Asteroiden har en diameter på ungefär 6 kilometer.